# 레이코 에일스워스
레이코 에일스워스(Reiko Aylesworth, 1972년 12월 9일 ~ )는 미국의 배우이다.

## 출연작품
- 24 (텔레비전) (시즌 2, 한국어 성우:박선영)
- 원 라이프 투 라이브 (One Life to Live)
- 랜덤하트 (Random Hearts)
- 유브 갓 메일 (You've Got Mail)
- 맨온더문 (Man on the Moon)
- 특수수사대SVU (in Law and Order SVU)
- 나우 앤드 어게인 (Now and Again)
- 웨스트윙 (The West Wing)
- 아메리칸 엠바시 (American Embassy)
- CSI과학수사대